# 1598
Portal Geschichte | Portal Biografien | Aktuelle Ereignisse | Jahreskalender | Tagesartikel

◄ |
15. Jahrhundert |
16. Jahrhundert
| 17. Jahrhundert | ►

◄ |
1560er |
1570er |
1580er |
1590er
| 1600er | 1610er | 1620er | ►

◄◄ |
◄ |
1594 |
1595 |
1596 |
1597 |
1598
| 1599 | 1600 | 1601 | 1602 | ► | ►►
Staatsoberhäupter  · Nekrolog   · Musikjahr
| Januar | Januar | Januar | Januar | Januar | Januar | Januar | Januar |
| Kw     | Mo     | Di     | Mi     | Do     | Fr     | Sa     | So     |
| ------ | ------ | ------ | ------ | ------ | ------ | ------ | ------ |
| 1      |        |        |        | 1      | 2      | 3      | 4      |
| 2      | 5      | 6      | 7      | 8      | 9      | 10     | 11     |
| 3      | 12     | 13     | 14     | 15     | 16     | 17     | 18     |
| 4      | 19     | 20     | 21     | 22     | 23     | 24     | 25     |
| 5      | 26     | 27     | 28     | 29     | 30     | 31     |        |

| Februar | Februar | Februar | Februar | Februar | Februar | Februar | Februar |
| Kw      | Mo      | Di      | Mi      | Do      | Fr      | Sa      | So      |
| ------- | ------- | ------- | ------- | ------- | ------- | ------- | ------- |
| 5       |         |         |         |         |         |         | 1       |
| 6       | 2       | 3       | 4       | 5       | 6       | 7       | 8       |
| 7       | 9       | 10      | 11      | 12      | 13      | 14      | 15      |
| 8       | 16      | 17      | 18      | 19      | 20      | 21      | 22      |
| 9       | 23      | 24      | 25      | 26      | 27      | 28      |         |

| März | März | März | März | März | März | März | März |
| Kw   | Mo   | Di   | Mi   | Do   | Fr   | Sa   | So   |
| ---- | ---- | ---- | ---- | ---- | ---- | ---- | ---- |
| 9    |      |      |      |      |      |      | 1    |
| 10   | 2    | 3    | 4    | 5    | 6    | 7    | 8    |
| 11   | 9    | 10   | 11   | 12   | 13   | 14   | 15   |
| 12   | 16   | 17   | 18   | 19   | 20   | 21   | 22   |
| 13   | 23   | 24   | 25   | 26   | 27   | 28   | 29   |
| 14   | 30   | 31   |      |      |      |      |      |

| April | April | April | April | April | April | April | April |
| Kw    | Mo    | Di    | Mi    | Do    | Fr    | Sa    | So    |
| ----- | ----- | ----- | ----- | ----- | ----- | ----- | ----- |
| 14    |       |       | 1     | 2     | 3     | 4     | 5     |
| 15    | 6     | 7     | 8     | 9     | 10    | 11    | 12    |
| 16    | 13    | 14    | 15    | 16    | 17    | 18    | 19    |
| 17    | 20    | 21    | 22    | 23    | 24    | 25    | 26    |
| 18    | 27    | 28    | 29    | 30    |       |       |       |

| Mai | Mai | Mai | Mai | Mai | Mai | Mai | Mai |
| Kw  | Mo  | Di  | Mi  | Do  | Fr  | Sa  | So  |
| --- | --- | --- | --- | --- | --- | --- | --- |
| 18  |     |     |     |     | 1   | 2   | 3   |
| 19  | 4   | 5   | 6   | 7   | 8   | 9   | 10  |
| 20  | 11  | 12  | 13  | 14  | 15  | 16  | 17  |
| 21  | 18  | 19  | 20  | 21  | 22  | 23  | 24  |
| 22  | 25  | 26  | 27  | 28  | 29  | 30  | 31  |

| Juni | Juni | Juni | Juni | Juni | Juni | Juni | Juni |
| Kw   | Mo   | Di   | Mi   | Do   | Fr   | Sa   | So   |
| ---- | ---- | ---- | ---- | ---- | ---- | ---- | ---- |
| 23   | 1    | 2    | 3    | 4    | 5    | 6    | 7    |
| 24   | 8    | 9    | 10   | 11   | 12   | 13   | 14   |
| 25   | 15   | 16   | 17   | 18   | 19   | 20   | 21   |
| 26   | 22   | 23   | 24   | 25   | 26   | 27   | 28   |
| 27   | 29   | 30   |      |      |      |      |      |

| Juli | Juli | Juli | Juli | Juli | Juli | Juli | Juli |
| Kw   | Mo   | Di   | Mi   | Do   | Fr   | Sa   | So   |
| ---- | ---- | ---- | ---- | ---- | ---- | ---- | ---- |
| 27   |      |      | 1    | 2    | 3    | 4    | 5    |
| 28   | 6    | 7    | 8    | 9    | 10   | 11   | 12   |
| 29   | 13   | 14   | 15   | 16   | 17   | 18   | 19   |
| 30   | 20   | 21   | 22   | 23   | 24   | 25   | 26   |
| 31   | 27   | 28   | 29   | 30   | 31   |      |      |

| August | August | August | August | August | August | August | August |
| Kw     | Mo     | Di     | Mi     | Do     | Fr     | Sa     | So     |
| ------ | ------ | ------ | ------ | ------ | ------ | ------ | ------ |
| 31     |        |        |        |        |        | 1      | 2      |
| 32     | 3      | 4      | 5      | 6      | 7      | 8      | 9      |
| 33     | 10     | 11     | 12     | 13     | 14     | 15     | 16     |
| 34     | 17     | 18     | 19     | 20     | 21     | 22     | 23     |
| 35     | 24     | 25     | 26     | 27     | 28     | 29     | 30     |
| 36     | 31     |        |        |        |        |        |        |

| September | September | September | September | September | September | September | September |
| Kw        | Mo        | Di        | Mi        | Do        | Fr        | Sa        | So        |
| --------- | --------- | --------- | --------- | --------- | --------- | --------- | --------- |
| 36        |           | 1         | 2         | 3         | 4         | 5         | 6         |
| 37        | 7         | 8         | 9         | 10        | 11        | 12        | 13        |
| 38        | 14        | 15        | 16        | 17        | 18        | 19        | 20        |
| 39        | 21        | 22        | 23        | 24        | 25        | 26        | 27        |
| 40        | 28        | 29        | 30        |           |           |           |           |

| Oktober | Oktober | Oktober | Oktober | Oktober | Oktober | Oktober | Oktober |
| Kw      | Mo      | Di      | Mi      | Do      | Fr      | Sa      | So      |
| ------- | ------- | ------- | ------- | ------- | ------- | ------- | ------- |
| 40      |         |         |         | 1       | 2       | 3       | 4       |
| 41      | 5       | 6       | 7       | 8       | 9       | 10      | 11      |
| 42      | 12      | 13      | 14      | 15      | 16      | 17      | 18      |
| 43      | 19      | 20      | 21      | 22      | 23      | 24      | 25      |
| 44      | 26      | 27      | 28      | 29      | 30      | 31      |         |

| November | November | November | November | November | November | November | November |
| Kw       | Mo       | Di       | Mi       | Do       | Fr       | Sa       | So       |
| -------- | -------- | -------- | -------- | -------- | -------- | -------- | -------- |
| 44       |          |          |          |          |          |          | 1        |
| 45       | 2        | 3        | 4        | 5        | 6        | 7        | 8        |
| 46       | 9        | 10       | 11       | 12       | 13       | 14       | 15       |
| 47       | 16       | 17       | 18       | 19       | 20       | 21       | 22       |
| 48       | 23       | 24       | 25       | 26       | 27       | 28       | 29       |
| 49       | 30       |          |          |          |          |          |          |

| Dezember | Dezember | Dezember | Dezember | Dezember | Dezember | Dezember | Dezember |
| Kw       | Mo       | Di       | Mi       | Do       | Fr       | Sa       | So       |
| -------- | -------- | -------- | -------- | -------- | -------- | -------- | -------- |
| 49       |          | 1        | 2        | 3        | 4        | 5        | 6        |
| 50       | 7        | 8        | 9        | 10       | 11       | 12       | 13       |
| 51       | 14       | 15       | 16       | 17       | 18       | 19       | 20       |
| 52       | 21       | 22       | 23       | 24       | 25       | 26       | 27       |
| 53       | 28       | 29       | 30       | 31       |          |          |          |

| Januar | Januar | Januar | Januar | Januar | Januar | Januar | Januar |
| Kw     | Mo     | Di     | Mi     | Do     | Fr     | Sa     | So     |
| ------ | ------ | ------ | ------ | ------ | ------ | ------ | ------ |
| 1      |        |        |        | 1      | 2      | 3      | 4      |
| 2      | 5      | 6      | 7      | 8      | 9      | 10     | 11     |
| 3      | 12     | 13     | 14     | 15     | 16     | 17     | 18     |
| 4      | 19     | 20     | 21     | 22     | 23     | 24     | 25     |
| 5      | 26     | 27     | 28     | 29     | 30     | 31     |        |

| Februar | Februar | Februar | Februar | Februar | Februar | Februar | Februar |
| Kw      | Mo      | Di      | Mi      | Do      | Fr      | Sa      | So      |
| ------- | ------- | ------- | ------- | ------- | ------- | ------- | ------- |
| 5       |         |         |         |         |         |         | 1       |
| 6       | 2       | 3       | 4       | 5       | 6       | 7       | 8       |
| 7       | 9       | 10      | 11      | 12      | 13      | 14      | 15      |
| 8       | 16      | 17      | 18      | 19      | 20      | 21      | 22      |
| 9       | 23      | 24      | 25      | 26      | 27      | 28      |         |

| März | März | März | März | März | März | März | März |
| Kw   | Mo   | Di   | Mi   | Do   | Fr   | Sa   | So   |
| ---- | ---- | ---- | ---- | ---- | ---- | ---- | ---- |
| 9    |      |      |      |      |      |      | 1    |
| 10   | 2    | 3    | 4    | 5    | 6    | 7    | 8    |
| 11   | 9    | 10   | 11   | 12   | 13   | 14   | 15   |
| 12   | 16   | 17   | 18   | 19   | 20   | 21   | 22   |
| 13   | 23   | 24   | 25   | 26   | 27   | 28   | 29   |
| 14   | 30   | 31   |      |      |      |      |      |

| April | April | April | April | April | April | April | April |
| Kw    | Mo    | Di    | Mi    | Do    | Fr    | Sa    | So    |
| ----- | ----- | ----- | ----- | ----- | ----- | ----- | ----- |
| 14    |       |       | 1     | 2     | 3     | 4     | 5     |
| 15    | 6     | 7     | 8     | 9     | 10    | 11    | 12    |
| 16    | 13    | 14    | 15    | 16    | 17    | 18    | 19    |
| 17    | 20    | 21    | 22    | 23    | 24    | 25    | 26    |
| 18    | 27    | 28    | 29    | 30    |       |       |       |

| Mai | Mai | Mai | Mai | Mai | Mai | Mai | Mai |
| Kw  | Mo  | Di  | Mi  | Do  | Fr  | Sa  | So  |
| --- | --- | --- | --- | --- | --- | --- | --- |
| 18  |     |     |     |     | 1   | 2   | 3   |
| 19  | 4   | 5   | 6   | 7   | 8   | 9   | 10  |
| 20  | 11  | 12  | 13  | 14  | 15  | 16  | 17  |
| 21  | 18  | 19  | 20  | 21  | 22  | 23  | 24  |
| 22  | 25  | 26  | 27  | 28  | 29  | 30  | 31  |

| Juni | Juni | Juni | Juni | Juni | Juni | Juni | Juni |
| Kw   | Mo   | Di   | Mi   | Do   | Fr   | Sa   | So   |
| ---- | ---- | ---- | ---- | ---- | ---- | ---- | ---- |
| 23   | 1    | 2    | 3    | 4    | 5    | 6    | 7    |
| 24   | 8    | 9    | 10   | 11   | 12   | 13   | 14   |
| 25   | 15   | 16   | 17   | 18   | 19   | 20   | 21   |
| 26   | 22   | 23   | 24   | 25   | 26   | 27   | 28   |
| 27   | 29   | 30   |      |      |      |      |      |

| Juli | Juli | Juli | Juli | Juli | Juli | Juli | Juli |
| Kw   | Mo   | Di   | Mi   | Do   | Fr   | Sa   | So   |
| ---- | ---- | ---- | ---- | ---- | ---- | ---- | ---- |
| 27   |      |      | 1    | 2    | 3    | 4    | 5    |
| 28   | 6    | 7    | 8    | 9    | 10   | 11   | 12   |
| 29   | 13   | 14   | 15   | 16   | 17   | 18   | 19   |
| 30   | 20   | 21   | 22   | 23   | 24   | 25   | 26   |
| 31   | 27   | 28   | 29   | 30   | 31   |      |      |

| August | August | August | August | August | August | August | August |
| Kw     | Mo     | Di     | Mi     | Do     | Fr     | Sa     | So     |
| ------ | ------ | ------ | ------ | ------ | ------ | ------ | ------ |
| 31     |        |        |        |        |        | 1      | 2      |
| 32     | 3      | 4      | 5      | 6      | 7      | 8      | 9      |
| 33     | 10     | 11     | 12     | 13     | 14     | 15     | 16     |
| 34     | 17     | 18     | 19     | 20     | 21     | 22     | 23     |
| 35     | 24     | 25     | 26     | 27     | 28     | 29     | 30     |
| 36     | 31     |        |        |        |        |        |        |

| September | September | September | September | September | September | September | September |
| Kw        | Mo        | Di        | Mi        | Do        | Fr        | Sa        | So        |
| --------- | --------- | --------- | --------- | --------- | --------- | --------- | --------- |
| 36        |           | 1         | 2         | 3         | 4         | 5         | 6         |
| 37        | 7         | 8         | 9         | 10        | 11        | 12        | 13        |
| 38        | 14        | 15        | 16        | 17        | 18        | 19        | 20        |
| 39        | 21        | 22        | 23        | 24        | 25        | 26        | 27        |
| 40        | 28        | 29        | 30        |           |           |           |           |

| Oktober | Oktober | Oktober | Oktober | Oktober | Oktober | Oktober | Oktober |
| Kw      | Mo      | Di      | Mi      | Do      | Fr      | Sa      | So      |
| ------- | ------- | ------- | ------- | ------- | ------- | ------- | ------- |
| 40      |         |         |         | 1       | 2       | 3       | 4       |
| 41      | 5       | 6       | 7       | 8       | 9       | 10      | 11      |
| 42      | 12      | 13      | 14      | 15      | 16      | 17      | 18      |
| 43      | 19      | 20      | 21      | 22      | 23      | 24      | 25      |
| 44      | 26      | 27      | 28      | 29      | 30      | 31      |         |

| November | November | November | November | November | November | November | November |
| Kw       | Mo       | Di       | Mi       | Do       | Fr       | Sa       | So       |
| -------- | -------- | -------- | -------- | -------- | -------- | -------- | -------- |
| 44       |          |          |          |          |          |          | 1        |
| 45       | 2        | 3        | 4        | 5        | 6        | 7        | 8        |
| 46       | 9        | 10       | 11       | 12       | 13       | 14       | 15       |
| 47       | 16       | 17       | 18       | 19       | 20       | 21       | 22       |
| 48       | 23       | 24       | 25       | 26       | 27       | 28       | 29       |
| 49       | 30       |          |          |          |          |          |          |

| Dezember | Dezember | Dezember | Dezember | Dezember | Dezember | Dezember | Dezember |
| Kw       | Mo       | Di       | Mi       | Do       | Fr       | Sa       | So       |
| -------- | -------- | -------- | -------- | -------- | -------- | -------- | -------- |
| 49       |          | 1        | 2        | 3        | 4        | 5        | 6        |
| 50       | 7        | 8        | 9        | 10       | 11       | 12       | 13       |
| 51       | 14       | 15       | 16       | 17       | 18       | 19       | 20       |
| 52       | 21       | 22       | 23       | 24       | 25       | 26       | 27       |
| 53       | 28       | 29       | 30       | 31       |          |          |          |

## Ereignisse

### Politik und Weltgeschehen

#### Frankreich / Spanien / Portugal / Niederlande
- 13. April: Der französische König Heinrich IV. unterzeichnet das Edikt von Nantes. Es garantiert den Hugenotten in Frankreich Toleranz und Bürgerrechte, fixiert jedoch den Katholizismus als Staatsreligion.
- 2. Mai: Zwischen Frankreich und Spanien wird der Friede von Vervins geschlossen. Damit endet der Achte Hugenottenkrieg, mit 13 Jahren Dauer der längste der Hugenottenkriege.

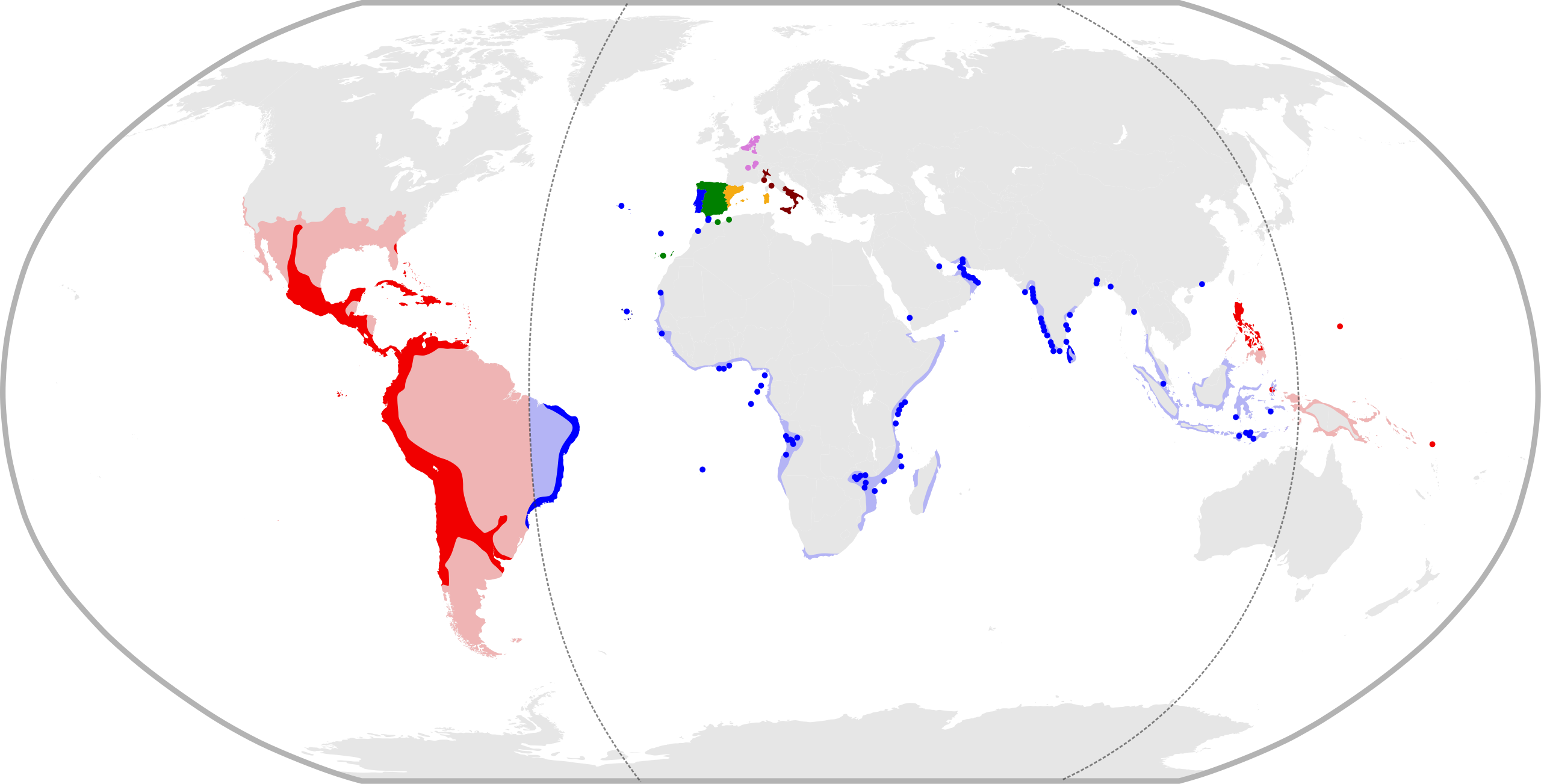
Philipps Besitzungen 1598

- 13. September: Philipp II. von Spanien und Portugal stirbt 71-jährig in El Escorial in Madrid. Sein Sohn Philipp III. wird sein Nachfolger. Mit ihm beginnt der Niedergang des spanischen Weltreichs. Er legt die Staatsführung in die Hände von Günstlingen, allen voran Francisco Gómez de Sandoval y Rojas, den Philipp wenige Stunden nach seiner Thronbesteigung zum königlichen Ratgeber erhebt.

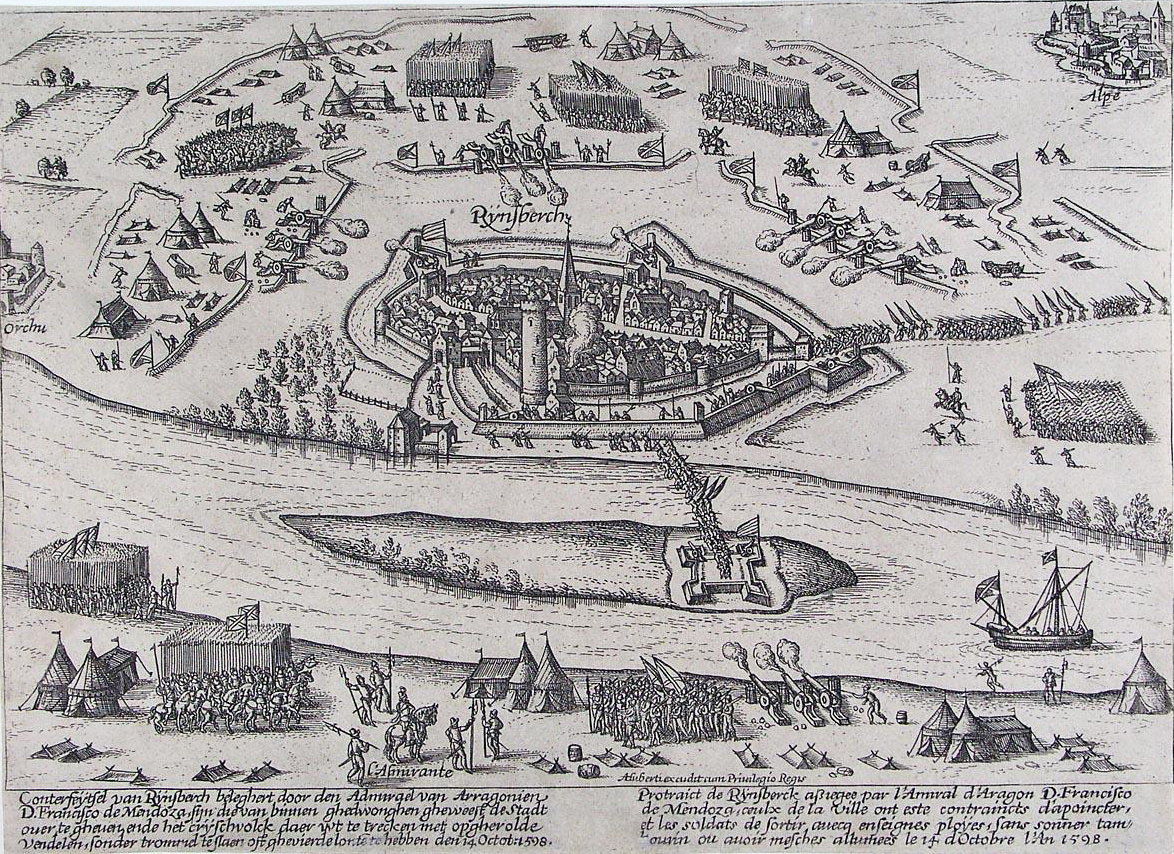
Die Belagerung von Rheinberg, Kupferstich von Frans Hogenberg

- 9. bis 14. Oktober: Die Belagerung von Rheinberg endet mit der Einnahme der Stadt durch die Spanier. Damit beginnt der Spanische Winter 1598/99.

#### Heiliges Römisches Reich
- 29. März: Den habsburgischen Truppen unter Adolf von Schwarzenberg gelingt im Langen Türkenkrieg die Rückeroberung der Festungen Raab und Veszprém von den Osmanen. Auf Anordnung Kaiser Rudolfs II. werden daraufhin mehrere Raaberkreuze errichtet.
- Das Bistum Havelberg wird säkularisiert und mit dem Kurfürstentum Brandenburg vereinigt.

#### Russland
- 17. Januar: Nach dem Ende des Hauses Rurik nach dem Tod von Fjodor I. übernimmt in Russland der Zar Boris Godunow die Macht. Es beginnt die „Zeit der Wirren“.
- 1. September: Boris Godunow wird zum russischen Zaren gekrönt.

#### England / Irland
- 14. August: In der Schlacht am Yellow Ford unterliegen während des neunjährigen Krieges die Engländer den irischen Rebellentruppen unter Hugh O’Neill und Hugh Roe O’Donnell.

#### Polen / Skandinavien
- 25. September: Der polnische König Sigismund III. Wasa wird beim Versuch, die Herrschaft über Schweden zurückzuerlangen, vom schwedischen Reichsverweser Karl Wasa in der Schlacht von Stångebro besiegt. Damit endet faktisch die Personalunion zwischen Polen-Litauen und Schweden.

#### Persien

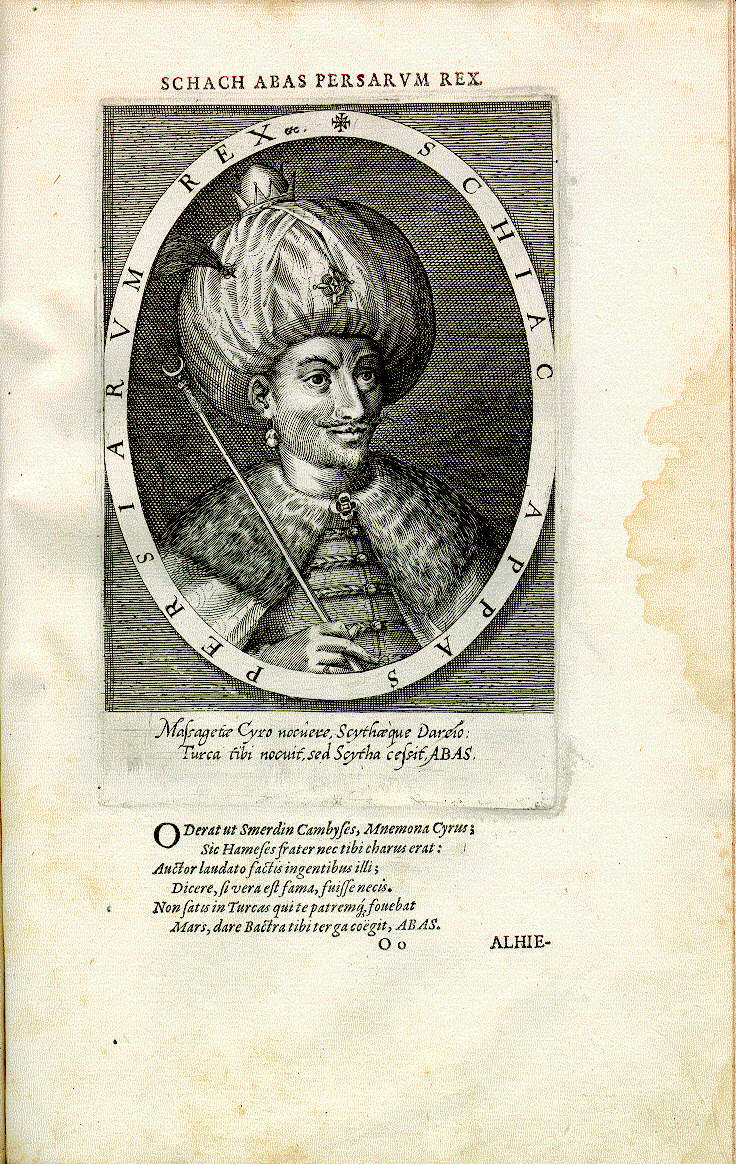
Abbas I.

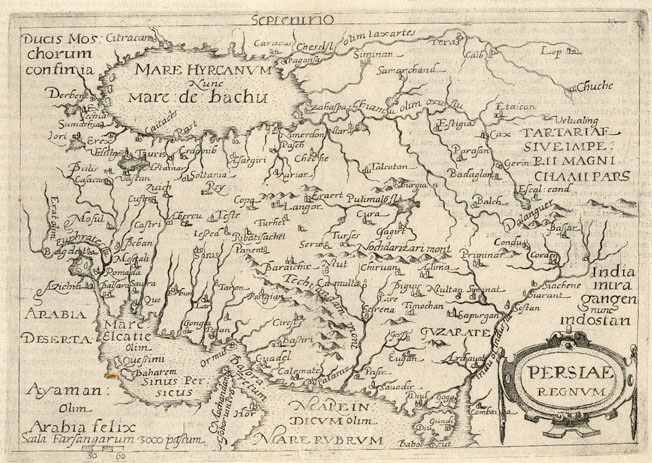
Karte des Persischen Reichs 1598

Der persische Schah Abbas I. aus dem Haus der Safawiden verlegt seine Hauptstadt von Qazvin nach Isfahan. Da seine Residenz zu einem bedeutenden Zentrum von Handel, Kultur und Religion werden soll, holt er Tausende Künstler, Handwerker und Händler aus dem ganzen Land zusammen, mit dem Auftrag, die am Rand des Zagrosgebirges inmitten der Salzwüste gelegene Oase nach den Paradiesvorstellungen des Islam umzugestalten.

#### Japan
- Nach dem Tod von Toyotomi Hideyoshi übernimmt der Rat der Fünf Regenten die Macht, nominell bis zur Volljährigkeit seines Sohns Toyotomi Hideyori.

#### Südamerika
- 21. Dezember: Rebellierenden Mapuche unter Führung des Kriegshäuptlings Pelantaro gelingt in der Schlacht von Curalaba in Chile ein Sieg über den spanischen Gouverneur Martín García Óñez de Loyola und seine Soldaten.

#### Entdeckungsreisen
- Der Admiral Wybrand van Warwijck nimmt im Indischen Ozean eine Insel für die Niederlande in Besitz und benennt sie Mauritius nach Prinz Moritz von Oranien.

### Wirtschaft
- 13. Januar: Der Londoner Stalhof der Hanse wird auf Weisung der Königin Elisabeth I. geschlossen und alle Ware beschlagnahmt. Sie reagiert damit auf die Schließung der Stader Niederlassung der Merchant Adventurer durch Kaiser Rudolf II.

### Kultur
- Die erste Oper der Musikgeschichte, La Dafne von Jacopo Peri und Jacopo Corsi, wird uraufgeführt.
- Die erste erhaltene Ausgabe von William Shakespeares Komödie Love's Labour's Lost erscheint, der jedoch vermutlich eine bad quarto vorangeht. Es enthält mit dem satirischen Honorificabilitudinitatibus das längste Wort aller Werke Shakespeares.

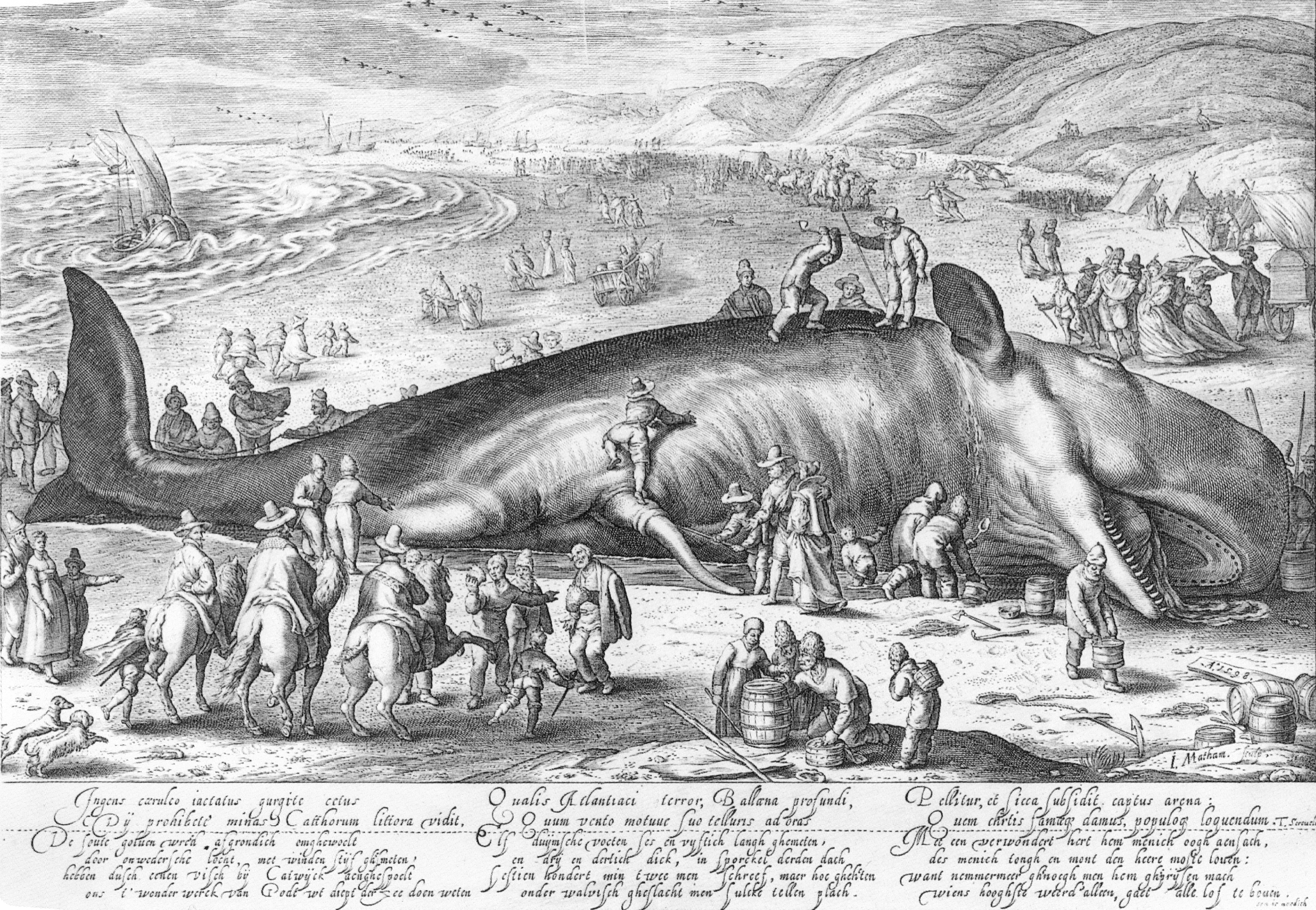
Der am 3. Februar 1598 bei Katwijk gestrandete Pottwal

- Der niederländische Kupferstecher Jakob Matham fertigt das Werk Der am 3. Februar 1598 bei Katwijk gestrandete Pottwal.

### Gesellschaft
Unter dem Pseudonym seines Sohnes Johannes Scultetus veröffentlicht Anton Praetorius, Pfarrer in Laudenbach in der Kurpfalz, die gegen Hexenverfolgung gerichtete Schrift Von Zauberey vnd Zauberern Gründlicher Bericht. Mit Argumenten aus der Bibel distanziert er sich von Calvins und Luthers Aufrufen zur Verbrennung der Hexen und fordert die Abschaffung der Folter.

### Religion
- Erzherzog Albrecht VII. von Habsburg tritt von seinem Amt als Erzbischof von Toledo zurück. Sein Nachfolger wird Garcia de Loaysa Giron.

### Katastrophen
- 13. Mai: Bei einem Ausbruch des japanischen Vulkans Asama werden auf dessen Gipfel 800 Pilger getötet.
- August: Hochwasser, u. a. an Salzach (siehe Geschichte der Stadt Burghausen#Frühe Neuzeit), Inn und Donau
- 24. August: Bergsturz von Wartha
- 24. Dezember: Ein Hochwasser des Tiber zerstört weitgehend den aus dem Jahr 174 v. Chr. stammenden Pons Aemilius, die älteste Steinbrücke Roms.

## Geboren

### Erstes Halbjahr
- 23. Januar: François Mansart, französischer Architekt und Baumeister († 1666)
- 19. Februar: Johann Rudolf Philipp Forer, Schweizer evangelischer Geistlicher († 1666)
- 23. Februar: Vincent Voiture, französischer Dichter und Schriftsteller († 1648)
- 08. März: Johann Peter Lotichius, deutscher Humanist, Mediziner, Poet und Historiograph († 1669)
- 16. März: Hieronymus Müller von Berneck, deutscher Unternehmer († 1669)
- 18. März: Anna Sophia, Prinzessin von Brandenburg, Herzogin zu Braunschweig und Lüneburg und Fürstin von Braunschweig-Wolfenbüttel († 1659)
- 19. März: Wilhelm Ulrich Romanus, deutscher Rechtswissenschaftler († 1627)
- 26. März: Johann von Waldburg, Fürstbischof von Konstanz († 1644)
- 05. April: Anna Elisabeth, Prinzessin von Anhalt-Dessau und Gräfin von Bentheim-Steinfurt († 1660)
- 09. April: Olivier Perrot, Schweizer evangelischer Geistlicher († 1669)
- 17. April: Giovanni Riccioli, italienischer Astronom († 1671)
- 19. April: Johann Crüger, deutscher Komponist († 1662)
- 21. April: Wilhelm IV., Herzog von Sachsen-Weimar († 1662)
- 23. April: Maarten Tromp, niederländischer Admiral († 1653)
- 14. Mai: Wilhelm von Curti, englischer Diplomat († 1678)
- 03. Juni: Ortolph Fomann der Jüngere, deutscher Historiker und Rechtswissenschaftler († 1640)
- 06. Juni: Johannes Müller, deutscher lutherischer Theologe († 1672)
- 000Juni: Åke Tott, schwedischer Feldherr und Politiker († 1640)

### Zweites Halbjahr
- 06. Juli: Kirsten Munk, zweite Ehefrau des dänischen Königs Christian IV. († 1658)
- 31. Juli: Alessandro Algardi, italienischer Bildhauer und Baumeister († 1654)
- 22. August: Johann Christoph Meurer, Syndicus und Diplomat der Hansestadt Hamburg († 1652)
- 03. September: Christian I., Pfalzgraf von Bischweiler († 1654)
- 23. September: Eleonora Gonzaga, jüngste Tochter von Vincenzo I. Gonzaga, Herzog von Mantua und Montferrat († 1655)
- 03. Oktober: Laurids Pedersen Thura, dänischer Orientalist, Pädagoge und Pfarrer († 1655)
- 14. Oktober: Nicolas de Neufville, duc de Villeroy, französischer General und Marschall von Frankreich († 1685)
- 19. Oktober: Isaac Commelin, niederländischer Verleger und Buchhändler († 1676)
- 31. Oktober: Franz Albert von Sachsen-Lauenburg, bedeutender Feldherr im Dreißigjährigen Krieg († 1642)
- 04. November: Ernst Adalbert von Harrach, Erzbischof von Prag und Bischof von Trient († 1667)
- 28. November: Paul Rotenburger, im Fürsterzbistum Salzburg und in Kärnten wirkender Orgelbauer († 1661)

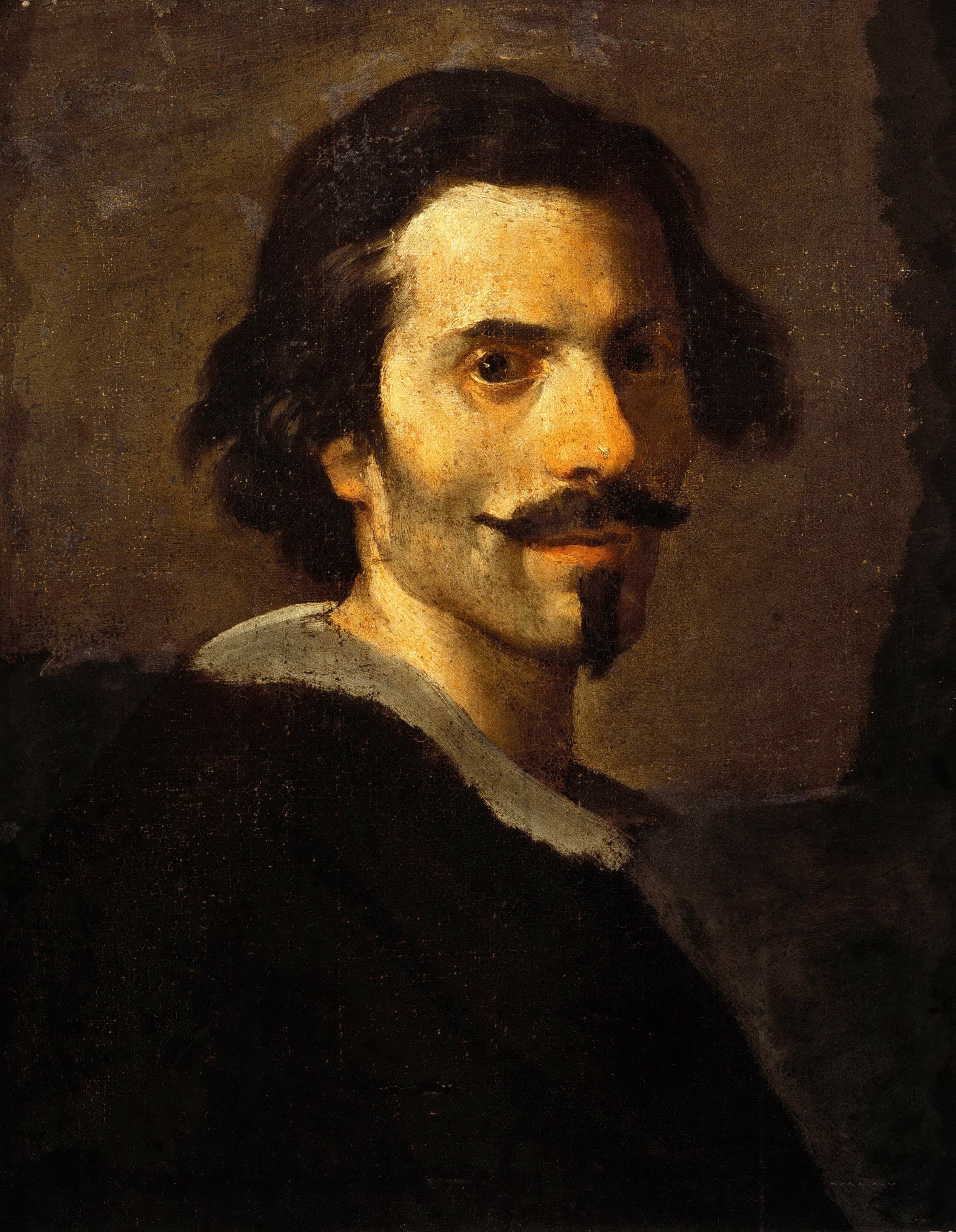
Gian Lorenzo Bernini

- 07. Dezember: Gian Lorenzo Bernini, italienischer Bildhauer und Baumeister († 1680)
- 22. Dezember: Henri de La Trémoille, Herzog von Thouars († 1674)

### Genaues Geburtsdatum unbekannt
- Johann Carl Aichbühel, Rektor der Universität Wien († 1658)
- John Atherton, englischer Bischof († 1640)
- Giovanni Battista Fasolo, italienischer Organist, Kapellmeister und Komponist († vor 1680)
- Ralph Hopton, 1. Baron Hopton, königstreuer Kommandant im Englischen Bürgerkrieg († 1652)
- Yoshida Mitsuyoshi, japanischer Rechenbuchautor († 1672)

## Gestorben

### Erstes Halbjahr
- 10. Januar: Jacopino del Conte, italienischer Maler (* ca. 1515)
- 13. Januar: Reichard, Pfalzgraf und Herzog von Simmern (* 1521)
- 17. Januar: Fjodor I., Zar von Russland (* 1557)
- 18. Januar: Johann Georg, Kurfürst von Brandenburg (* 1525)
- 19. Januar: Heinrich, Herzog zu Braunschweig und Lüneburg, Inhaber der Herrschaft Dannenberg (* 1533)
- 04. Februar: Abdullah II., Fürst der Usbeken (* 1533)
- 07. Februar: Jakob III. Fugger, deutscher Kaufmann und Grundbesitzer (* 1542)
- 10. Februar: Anna, Erzherzogin von Österreich, Königin von Polen, Großfürstin von Litauen und Königin von Schweden (* 1573)
- 25. Februar: Nathan Chyträus, deutscher evangelischer Theologe, Dichter und Philologe (* 1543)
- 25. Februar: Paul von Eitzen, deutscher Theologe und Reformator (* 1521)
- 27. Februar: Friedrich Dedekind, deutscher Schriftsteller und Theologe (* 1525)
- 05. März: Lucas Maius, deutscher evangelischer Theologe und Dramatiker (* 1522)
- 08. April: Ludwig Helmbold, lutherischer Kirchenliederdichter (* 1532)
- 19. April: Hans Fugger, deutscher Kaufmann und Grundbesitzer (* 1531)
- 23. April: Francesco Cornaro, Kardinal der römisch-katholischen Kirche und Bischof von Treviso (* 1547)
- 25. Juni: Giacomo Gaggini, sizilianischer Bildhauer (* 1517)

### Zweites Halbjahr
- 31. Juli: Petrus Albinus, Professor in Wittenberg und Begründer der sächsischen Geschichtsschreibung (* 1543)
- 04. August: William Cecil, 1. Baron Burghley, englischer Politiker (* 1521)
- 07. August: Johann Latomus, deutscher Kanoniker und Chronist (* 1524)
- 09. August: Andreas Angelus, deutscher Pfarrer, Inspektor und Chronist (* 1561)
- 09. August: Urban von Trennbach, Fürstbischof von Passau (* 1525)
- 22. August: Carlo di Cesare del Palagio, italienischer Bronzegießer, Terrakottabildner, Modellier und Bildhauer (* 1538)

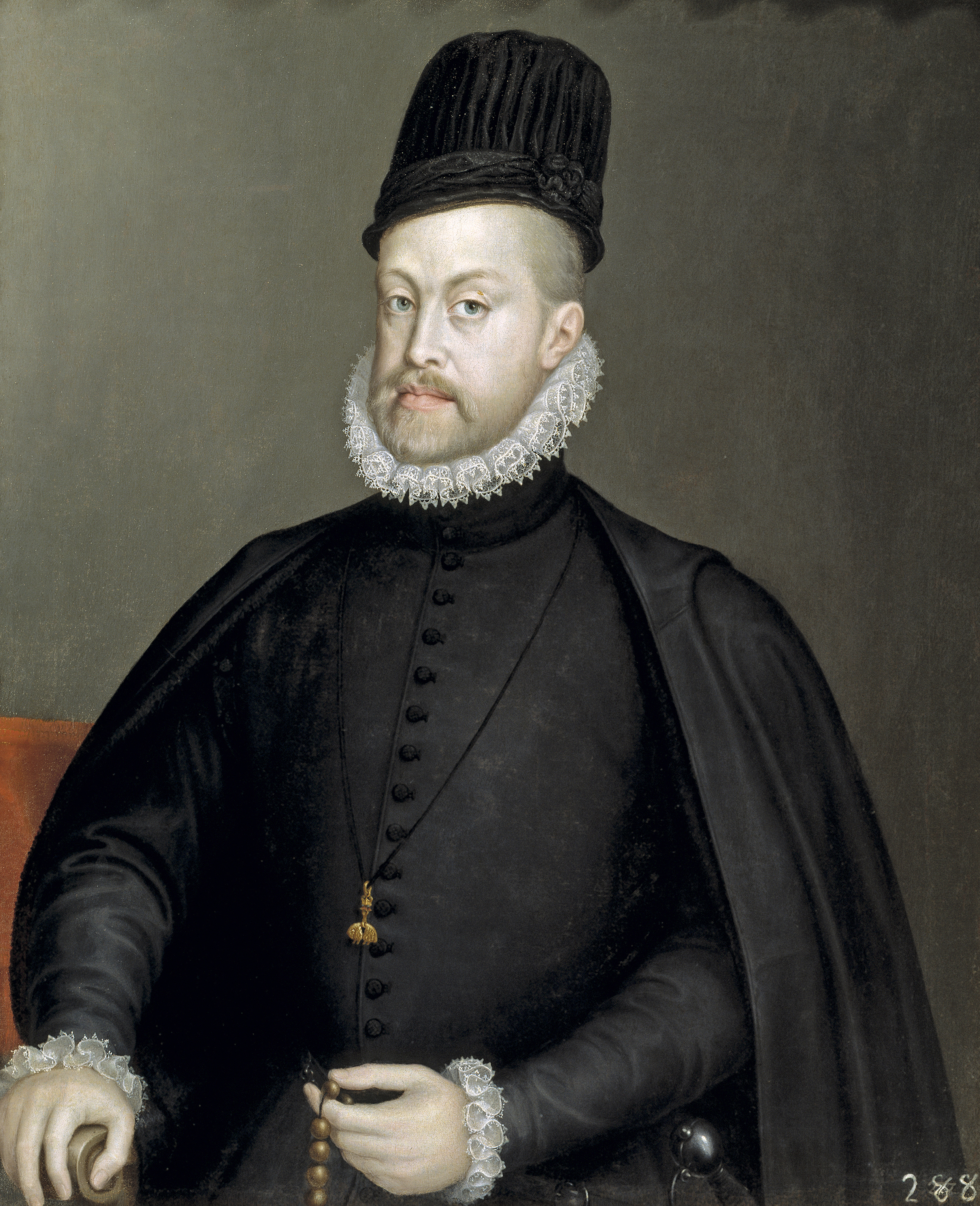
Philipp II. von Spanien, um 1570

- 13. September: Philipp II., König von Spanien und als Philipp I. König von Portugal, Sohn von Karl V. (* 1527)
- 18. September: Toyotomi Hideyoshi, japanischer Feldherr und Politiker (* 1537)
- 23. September: Jacques Mahu, niederländischer Entdeckungsreisender (* 1564)
- 30. September: Wilhelm I., Graf von Schwarzburg-Frankenhausen (* 1534)
- 11. Oktober: Joachim Camerarius der Jüngere, deutscher Arzt, Botaniker und Naturforscher (* 1534)
- 11. Oktober: Wirich VI. von Daun-Falkenstein, deutscher Staatsmann und Diplomat, Förderer der Reformation (* um 1542)
- 21. Oktober: Joachim von Fürstenberg-Heiligenberg, Graf von Fürstenberg (* 1538)
- 25. November: Petrus Calaminus, deutscher evangelischer Theologe (* 1556)
- 06. Dezember: Paolo Paruta, venezianischer Historiker und Diplomat (* 1540)
- 15. Dezember: Philips van Marnix, niederländischer Schriftsteller und Politiker (* 1540)
- 16. Dezember: Yi Sun-sin, koreanischer Militärführer und Admiral (* 1545)
- 23. Dezember: Martín García Óñez de Loyola, spanischer Adliger und Gouverneur von Chile (* um 1549)
- 26. Dezember: Neidhardt von Thüngen, Fürstbischof von Bamberg (* 1545)
- 31. Dezember: Heinrich Rantzau, dänischer Statthalter des königlichen Anteils an den Herzogtümer Schleswig und Holstein (* 1526)

### Genaues Todesdatum unbekannt
- Benedictus Arias Montanus, spanischer Theologe und Orientalist (* 1527)
- Niccolò Circignani, gen. il Pomarancio, italienischer Maler (* ca. 1530)
- Adrian Le Roy, französischer Lautenist, Musikverleger und Komponist (* um 1520)